# Аблатив
Аблати́в, абляти́в (от лат. ablātīvus <cāsus>), исхо́дный паде́ж, отложи́тельный паде́ж —
косвенный падеж, указывающий на исходный пункт траектории движения одного из участников ситуации. В  научной общеморфологической терминологии обозначает исходный падеж. В школьно-грамматическом употреблении аблатив латинского языка нередко называют творительным падежом.
Слова в исходном падеже отвечают на следующие вопросы: «откуда?», «от кого?», «от чего?», «отчего?».
В балтославянских языках, в том числе в русском языке, индоевропейский исходный падеж слился с родительным падежом.

## Латинский язык
В латинском языке аблатив объединяет функции трёх древних падежей — отложительного, инструментального (творительного) и местного падежей. С этим связано многообразие функций исходного падежа.

### Функции исходного падежа, восходящие к отложительному падежу
- Ablativus separationis (исходный падеж удаления, отделения)[4]: Duces copias castris educunt (Вожди выводят войско из лагеря).
- Ablativus inopiae (исходный падеж недостатка, нехватки): auxilio egere (нуждаться в помощи), privāre curis (лишать заботы).
- Ablativus originis (исходный падеж происхождения): Venus Jove et Diona nata est (Венера родилась от Юпитера и Дионы).
- Ablativus comparationis (исходный падеж сравнения): Exegi monumentum aere perennius (Я памятник воздвиг прочнее меди).
- Ablativus auctoris (исходный падеж действующего лица (кем?)): Roma a Romulo et Remo condita est (Рим основан Ромулом и Ремом).

### Функции исходного падежа, восходящие к инструментальному падежу
- Ablativus instrumenti (аблатив орудия (чем?)): fulmine occisus (убит молнией).
- Ablativus causae (аблатив причины (от чего?)): amore pereo (умираю от любви).
- Ablativus modi (аблатив образа действия (каким образом?)): Feci id maxima diligentia (Я сделал это очень старательно).
- Ablativus limitationis (аблатив ограничения, уточнения): parvus corpore (маленький телом).
- Ablativus mensurae (аблатив меры (насколько?)): quinque annis ante (пятью годами ранее).
- Ablativus sociativus (аблатив сопровождения (с кем?)): Labienus cum omnibus copiis pervenit (Лабиен прибыл со всем своим войском).
- Ablativus qualitatis (аблатив качества): Cicero maxima fuit eloquentia (Цицерон был [человеком] огромного красноречия).

### Функции исходного падежа, восходящие к местному падежу
- Ablativus loci (аблатив места (где?)): idoneo loco (в удобном месте).
- Ablativus temporis (аблатив времени (когда? как долго?)): in bello (во время войны), septem annis (в течение семи лет).

## Русский язык
Русским соответствием исходного падежа являются предлоги от, из, с в сочетании с родительным падежом, например, «с работы» (исходный падеж) и «нет работы» (родительный падеж). Кроме того, имеются слова, где этот падеж сохранился в каком-то виде, например, пара «из леса» и «из лесу», где первый вариант имеет окончание родительного падежа, а второй исходного. Другие примеры — «из дому», «с носу» и тому подобные.

## Чувашский язык
Исходный падеж в чувашском языке образуется с помощью аффиксов -ран (-рен), -тан (-тен) и выражает:
- исходный пункт действия: эпӗ хваттертен тухрӑм («я вышел из квартиры»);
- материал, из которого что-то изготовлено: ылтӑнран тунӑ ҫӗрӗ («кольцо, сделанное из золота»);
- лицо или предмет, с которым что-либо сравнивается: аннерен хакли ҫук («нет дороже матери»);
- расстояние/время, через которое начинается что-то: тепӗр 3 кунтан Тюмене вĕçетпĕр («через 3 дня летим в Тюмень»);
- предмет, из которого совершается действие: пăшалран пер — («стрелять из ружья»)
- объект, через который совершается действие, движение в направлении: чӳречерен пӑх («смотреть через окно»); алӑкран кӗр («войти через дверь»)[5].

## Другие языки, имеющие исходный падеж
- Индоевропейские языки
  - Албанский язык
  - Армянский язык
  - Хеттский язык
  - Италийские языки
  - Цыганский язык
  - Санскрит
  - Пали
  - Осетинский

- Тюркские языки
  - Азербайджанский язык
  - Башкирский язык
  - Казахский язык
  - Татарский язык
  - Турецкий язык
  - Узбекский язык
  - Якутский язык
  - Киргизский язык
- Финно-угорские языки
  - Карельский язык
  - Финский язык
  - Венгерский язык
- Картвельские языки
  - Лазский язык (чанский язык).
- Палеоазиатские языки
  - Чукотский язык
  - Ительменский язык
- Америндские языки
  - Кечуа
- Искусственные языки
  - Квенья
- Японо-рюкюские языки[6]
  - Японский язык